# Улица Турайдас (Рига)
Улица Ту́райдас (латыш. Turaidas iela) — небольшая дугообразная улица в Видземском предместье города Риги, в микрорайоне Тейка. Начинается от Бривибас гатве, от Воздушного моста, и заканчивается перекрёстком с улицей Берзаунес. В средней части соединена проездом с улицей Кроню. С другими улицами не пересекается.
Общая длина улицы — 303 метра. В 2016 году на всём протяжении улицы устроено асфальтовое покрытие. Общественный транспорт по улице не курсирует.

## История
Улица носит название Турайдас (Трейденская) с 1902 года; в более ранние годы она упоминается как «Садовая» (латыш. Dārza iela) — с 1898 года, Āka iela — с 1881 года. Современное наименование происходит от средневекового Турайдского замка (старое название — Трейденский замок, от нем. Schloß Treiden).